# 缅因大道
缅因大道（Maine Avenue）是美国华盛顿哥伦比亚特区西南区的一条大街，连接独立大道和M街。
沿缅因大道的景点包括Arena 舞台和西南滨水区（缅因大道鱼市场所在地）。